# Christianskirken (Berlin)
 For alternative betydninger, se Christianskirken. (Se også artikler, som begynder med Christianskirken)
Christianskirken er den lutherske danske udlandskirke i Berlin i Tyskland. Kirken forbinder de danske sogne og ledes af en biskop for folkekirken. Kirken er beliggende i Wilmersdorf i bydelen Charlottenburg-Wilmersdorf.

## Kirkens organisering
Kirken er tilsluttet Danske Sømands- og Udlandskirker, som også overfører et tilskud til præstens løn. Alle øvrige lønninger og udgifter til bygningsdrift oppebæres af frivilligt arbejde, arrangementer, markeder, indsamlinger, kollekt og lokal indsamlet kirkeskat.

## Højmesse
Der afholdes årligt 42-44. Der er biskoppeligt tilsyn af Københavns Biskop.

## Ungdomsarbejde
Ungdomsarbejdet foregår pt. baseret på frivillige kræfter og arrangementerne er målrettet unge mellem 18 og 30-35 år. Arbejdet er både henvendt til medlemmer og ikke medlemmer, og der afholdes flere typer arrangementer hvor det mest almindelige er at invitere til spisning og networking mellem de unge.

## Øvrige aktiviteter
Kirken udgiver et magasin, Kirkehilsen, som pt udkommer tre gange om året. Derudover afholdes der fastelavnsfest efter dansk tradition, høstfest, samt et julemarked, der udgør en af kirkens hjørnestene, både socialt og økonomisk.

## Præster
1912-1922: Pastor Bent Lindhardt

1922-1931: Pastor L. P. A. Hedegaard

1931-1943: Præstepar Helge og Lis Blauenfeldt

1941-1951: Pastor Axel Jeppesen

1952-1956: Besøgsgudstjenester ved blandt andre pastor Martin Nørgaard

1957-1961: Præstepar Ove og Ellen Margrethe Lund

1961-1967: Præstepar Hans Olav og Ebba Refshauge

1968-1974: Præstepar Fritz og Inger Marie Bierlich

1974-1981: Pastor Flemming Anker

1981-1988: Præstepar Eskild Rousing Kraglund og Ellen Villemoes Lundsgaard

1988-1994: Præstepar Finn og Bodil Esborg

1994-2010: Præstepar Vibeke Breidahl Hemmert og Torben Sune Bojsen

2010-2011: Vikarierende præstepar Eskild og Esther Pedersen

2011-2015: Pastor Iben Vinther Nordestgaard

2015-2021: Jens Frederik Olsen

2021: Thomas Buelund

## Tidligere og nuværende kirkebygninger

### 1912-1928
Kirken havde ikke egne bygninger men lånte sig til lokaler.

### 1928-1945
Stressemanstrasse 57, første bygning. Blev ødelagt under bombardement i 1945.

### 1948-67
Stressemansstrasse 57, anden bygning efter indvielse.

### 1969-
Brienner Strasse 12, 10713 Berlin

## Renoveringer, forbedringer og nyt inventar
2012: Gennemgribende udskiftning af døre og vinduer, donation fra Augustinus Fonden.

2015: Udskiftning af altertavle, malet af Eske Kath, doneret af Eriksens Kunstfond.

## Samarbejdspartnere i Berlin
- Den Danske Ambassade, Berlin
- Danes Worldwide
- Den Skandinaviske Skole og Børnehave
- Dänische Club zu Berlin/Brandenburg

## Venskabskirker og -stifter
- Helligåndskirken i Århus
- DSUK Viborg Stiftsbestyrelse

## Ekstern henvisning
- Kirkens hjemmeside

52°29′16.890″N 13°18′45.234″Ø / 52.48802500°N 13.31256500°Ø